# Campeonato Sul-Americano de Hóquei sobre a grama Masculino de 2008
O Campeonato Sul-Americano de Hóquei sobre a grama Masculino de 2008 foi a terceira edição deste torneio, administrado e patrocinado pela Federação Pan-Americana de Hóquei (PAHF). A sede deste evento foi o Uruguai, com as partidas tendo sido realizadas em sua capital, Montevidéu.
A equipe da Argentina conquistou, incontestavelmente, o seu terceiro título neste campeonato.

## Regulamento e participantes
O Campeonato Sul-Americano de 2008 foi disputado no sistema de pontos corridos, no qual todas as seleções se enfrentaram. Cada equipe jogou seis partidas. Ao final das sete rodadas, foi declarado campeão o selecionado com maior número de pontos conquistados.
Além do país anfitrião, o Uruguai, se fizeram presentes as seleções de Argentina, Brasil, Chile, Paraguai, Peru e Venezuela. 

## Jogos
Seguem-se, abaixo, as partidas realizadas nesta competição.

### Fase única
1ª rodada
| 29 de março |      |           |         |  |  |
| Chile       | 10–0 | Venezuela | Reporte |  |  |

| 29 de março |     |          |         |  |  |
| Brasil      | 5–3 | Paraguai | Reporte |  |  |

| 29 de março |     |      |         |  |  |
| Uruguai     | 4–0 | Peru | Reporte |  |  |

2ª rodada
| 30 de março |     |        |         |  |  |
| Chile       | 5–0 | Brasil | Reporte |  |  |

| 30 de março |     |      |         |  |  |
| Paraguai    | 2–3 | Peru | Reporte |  |  |

| 30 de março |     |         |         |  |  |
| Argentina   | 4–0 | Uruguai | Reporte |  |  |

3ª rodada
| 1 de abril |      |           |         |  |  |
| Argentina  | 12–0 | Venezuela | Reporte |  |  |

| 1 de abril |     |        |         |  |  |
| Peru       | 1–2 | Brasil | Reporte |  |  |

| 1 de abril |     |          |         |  |  |
| Chile      | 4–0 | Paraguai | Reporte |  |  |

4ª rodada
| 2 de abril |     |           |         |  |  |
| Brasil     | 1–2 | Venezuela | Reporte |  |  |

| 2 de abril |     |      |         |  |  |
| Argentina  | 8–0 | Peru | Reporte |  |  |

| 2 de abril |     |         |         |  |  |
| Chile      | 3–1 | Uruguai | Reporte |  |  |

5ª rodada
| 3 de abril |     |      |         |  |  |
| Venezuela  | 2–2 | Peru | Reporte |  |  |

| 3 de abril |     |        |         |  |  |
| Argentina  | 4–0 | Brasil | Reporte |  |  |

| 3 de abril |     |          |         |  |  |
| Uruguai    | 5–2 | Paraguai | Reporte |  |  |

6ª rodada
| 5 de abril |     |      |         |  |  |
| Chile      | 4–0 | Peru | Reporte |  |  |

| 5 de abril |     |           |         |  |  |
| Uruguai    | 2–1 | Venezuela | Reporte |  |  |

| 5 de abril |      |          |         |  |  |
| Argentina  | 10–0 | Paraguai | Reporte |  |  |

7ª rodada
| 6 de abril |     |        |         |  |  |
| Uruguai    | 1–2 | Brasil | Reporte |  |  |

| 6 de abril |     |          |         |  |  |
| Venezuela  | 0–2 | Paraguai | Reporte |  |  |

| 6 de abril |     |       |         |  |  |
| Argentina  | 3–1 | Chile | Reporte |  |  |

#### Classificação final
| Equipe    | Pts | J | V | E | D | GF | GC | Saldo |
| --------- | --- | - | - | - | - | -- | -- | ----- |
| Argentina | 18  | 6 | 6 | 0 | 0 | 41 | 1  | +40   |
| Chile     | 15  | 6 | 5 | 0 | 1 | 27 | 4  | +23   |
| Uruguai   | 9   | 6 | 3 | 0 | 3 | 13 | 12 | +1    |
| Brasil    | 9   | 6 | 3 | 0 | 3 | 10 | 16 | -6    |
| Peru      | 4   | 6 | 1 | 1 | 4 | 6  | 22 | -16   |
| Venezuela | 4   | 6 | 1 | 1 | 4 | 5  | 29 | -24   |
| Paraguai  | 3   | 6 | 1 | 0 | 5 | 9  | 27 | -18   |

- Convenções: Pts = pontos, J = jogos, V = vitórias, E = empates, D = derrotas, GF = gols feitos, GC = gols contra, Saldo = diferença de gols.
- Critérios de pontuação: vitória = 3, empate = 1, derrota = 0.

## Título
| Campeonato Sul-Americano de 2008 Hóquei sobre a grama masculino |
| --------------------------------------------------------------- |
| Argentina Campeão (3º título)                                   |